# مزورة ابداوة (عياشة)
مزورة ابداوة هي إحدى مشيخات المملكة المغربية، تتبع جغرافيا لإقليم العرائش وإداريًا لعياشة. يقدر عدد سكانها بـ 2742 نسمة حسب الإحصاء الرسمي للسكان والسكنى لسنة 2004.